# Folkdräkter från Gästrikland

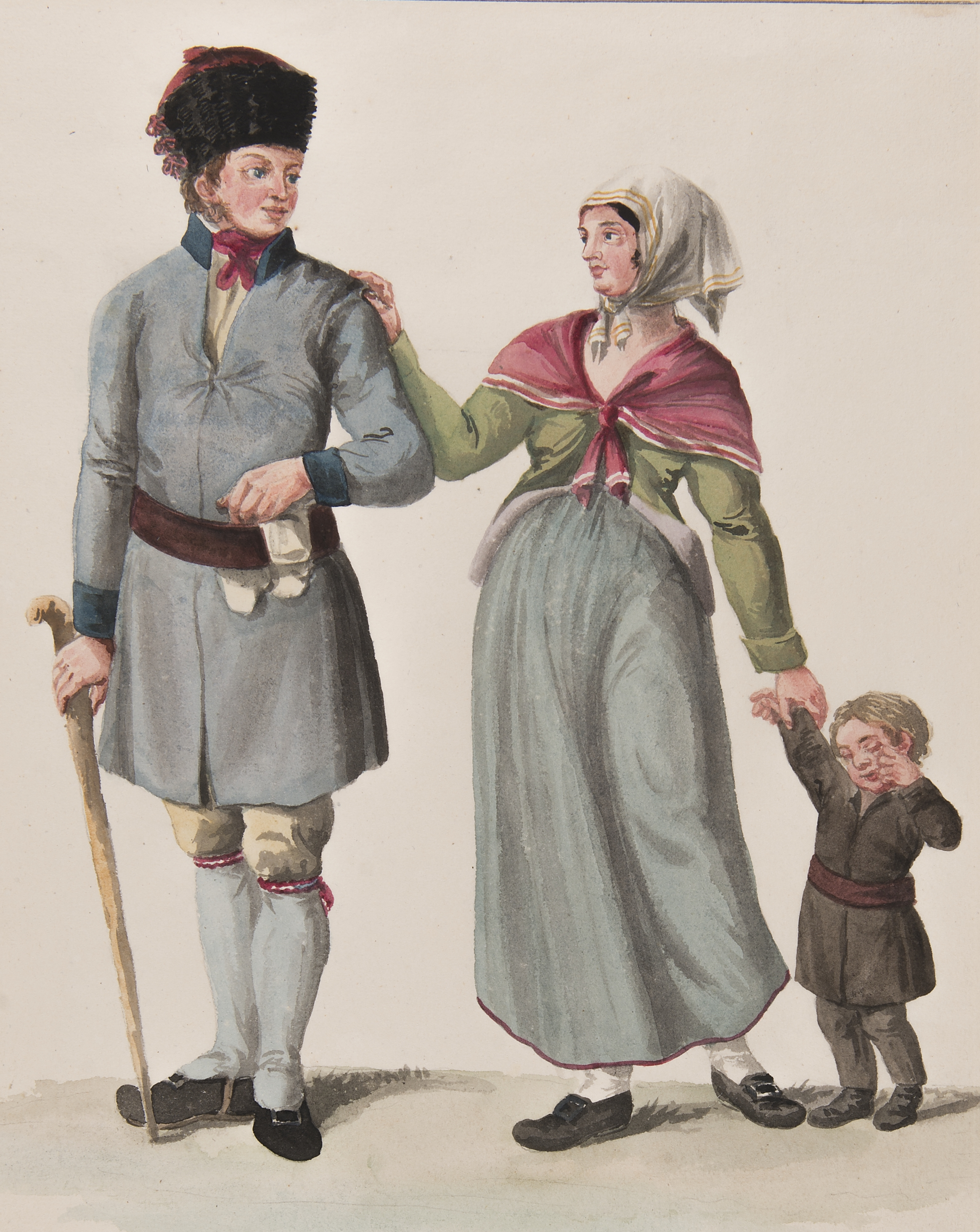
Habitants de la Province de la Gestrikland, Tre personer en man en kvinna och ett barn i dräkt - Nordiska museet - NMA.0070068 (1)

Gästrikländska folkdräkter är svenska folkdräkter från Gästrikland. Gästrikland har 24 dräkter, tolv kvinnodräkter och tolv mansdräkter.
I tabellen nedan ses en förteckning över de 24 gästriksländska folkdräkterna. I tabellen ses var dräkten kommer ifrån, om det är en kvinno- eller mansdräkt, om den är dokumenterad, rekonstruerad eller komponerad och när den återupptogs i bruk. Tabellen bygger på Ulla Centergrans inventering av folkdräkter i Sverige 1988-1993, som publicerades i bokform av Nämnden för hemslöjdsfrågor och LRF:s kulturråd 1993. Syftet var att underlätta för den som ville skaffa sig en egen dräkt att lättare få en överblick över de som fanns.
| Dräkt         | Kön    | Ursprung      | Återupptogs          | Finns varianter | Ytterplagg        | Källa |
| Hamrånge      | Kvinna | Rekonstruerad |                      |                 | Skinntröja        | [ 1 ] |
| Hamrånge      | Man    | Rekonstruerad |                      |                 | Långrock          | [ 1 ] |
| Hedesunda     | Kvinna | Dokumenterad  | 1920, omarbetad 1984 |                 | Skinntröja        | [ 1 ] |
| Hedesunda     | Man    | Dokumenterad  | 1920, omarbetad 1984 |                 | Tröja             | [ 1 ] |
| Hille         | Kvinna | Rekonstruerad | 1930-talet           |                 |                   | [ 1 ] |
| Hille         | Man    | Rekonstruerad | 1930-talet           |                 |                   | [ 1 ] |
| Högbo         | Kvinna | Rekonstruerad |                      |                 | Tröja             | [ 1 ] |
| Högbo         | Man    | Rekonstruerad |                      |                 | Långrock          | [ 1 ] |
| Järbo         | Kvinna | Rekonstruerad | 1920-talet           |                 | Tröja             | [ 1 ] |
| Järbo         | Man    | Rekonstruerad | 1920-talet           |                 | Långrock          | [ 1 ] |
| Ockelbo       | Kvinna | Rekonstruerad |                      |                 | Skinntröja        | [ 1 ] |
| Ockelbo       | Man    | Rekonstruerad |                      |                 |                   | [ 1 ] |
| Ovansjö       | Kvinna | Rekonstruerad | 1920-talet           |                 |                   | [ 1 ] |
| Ovansjö       | Man    | Rekonstruerad | 1920-talet           |                 |                   | [ 1 ] |
| Ovansjö-Järbo | Kvinna | Dokumenterad  | 1985                 | Ja              | Skinntröja        | [ 1 ] |
| Ovansjö-Järbo | Man    | Dokumenterad  | 1985                 | Ja              | Långrock          | [ 1 ] |
| Torsåker      | Kvinna | Rekonstruerad | 1930-talet           |                 | Skinntröja, tröja | [ 1 ] |
| Torsåker      | Man    | Rekonstruerad | 1930-talet           |                 | Tröja, rock       | [ 1 ] |
| Valbo         | Kvinna | Rekonstruerad | 1920-talet           |                 | Tröja, rock       | [ 1 ] |
| Valbo         | Man    | Rekonstruerad | 1920-talet           |                 | Tröja             | [ 1 ] |
| Årsunda       | Kvinna | Rekonstruerad |                      |                 |                   | [ 1 ] |
| Årsunda       | Man    | Rekonstruerad |                      |                 |                   | [ 1 ] |
| Österfärnebo  | Kvinna | Rekonstruerad | 1958                 |                 |                   | [ 1 ] |
| Österfärnebo  | Man    | Rekonstruerad | 1959                 |                 |                   | [ 1 ] |

## Bilder

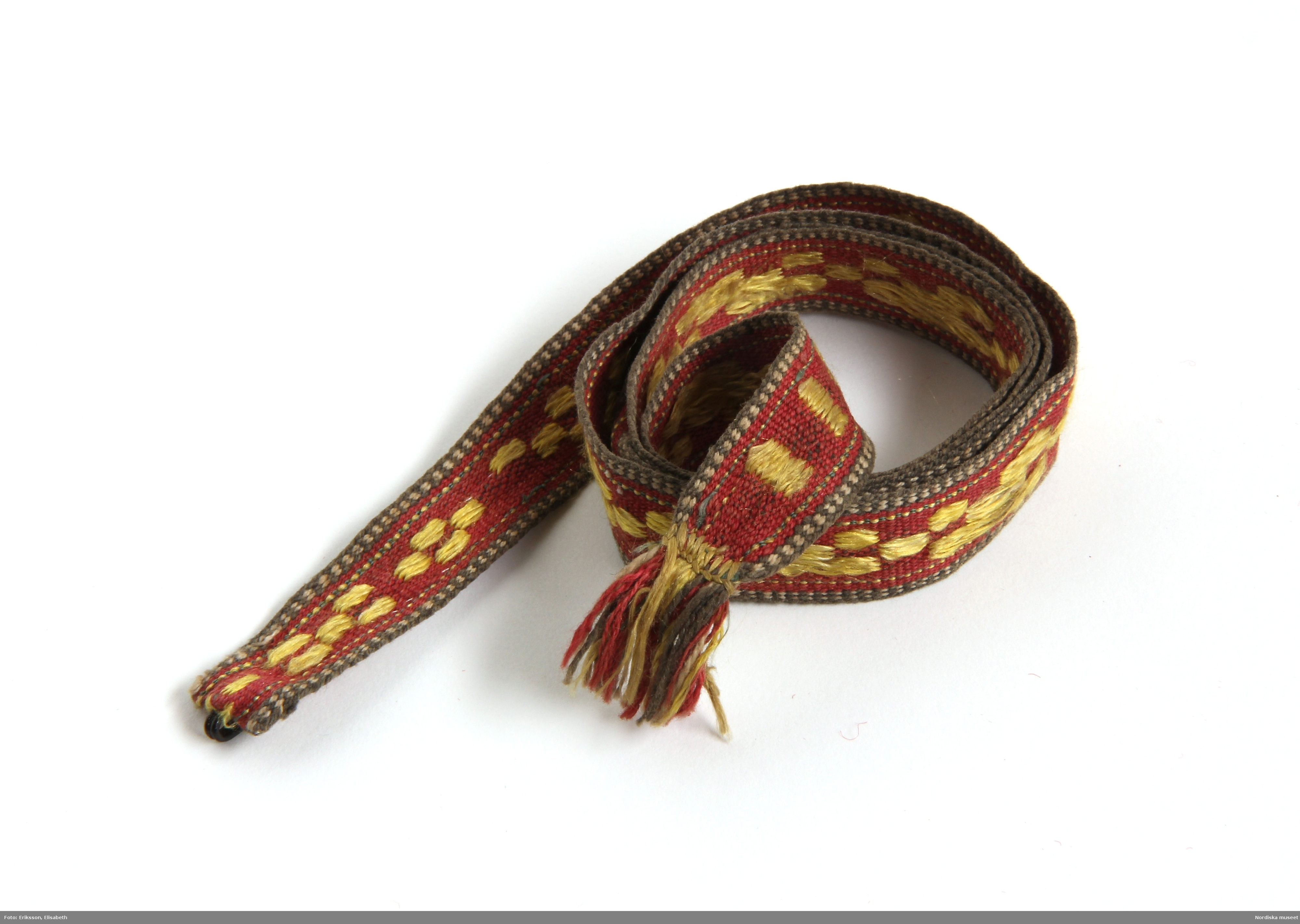
Förklädesband till dräkt från Valbo.